# 阿莉芙
《阿莉芙》（英語：Alifu, the Prince/ss）是一部2017年臺灣電影，由王育麟導演，王育麟、徐華謙、 花柏容、Juliana HSU、陳慧玲編劇，描述舞炯恩·加以法利得飾演的排灣族青年阿利夫／阿莉芙在變性夢想與繼承頭目之間的猶豫與掙扎，而他的朋友們也各自面對著不同的愛情難題。電影在第30屆東京國際影展舉行世界首映，並舉辦多場特映，於2017年10月27日在臺灣上映。

## 劇情大綱
《阿莉芙》的故事描述四位跨性別者追尋愛情的過程中面臨的煎熬與矛盾：排灣族頭目之子阿利夫（舞炯恩·加以法利得飾）在台北髮廊工作，同時也在Sherry（陳竹昇飾）經營的變裝酒吧工作，他渴望著能夠變性，成為「阿莉芙」，因此與希望將頭目之位傳給他的父親達卡鬧（胡德夫飾）處得不愉快，而阿利夫的女同性戀室友兼同事李佩貞（趙逸嵐飾）在與女友分手後漸漸愛上了阿利夫；公務員正哲（鄭人碩飾）和從事音樂教師一職的女友安琪（王安琪飾）過著異性戀的生活，但自從他替好友在Sherry經營的酒吧代班並有了變裝經驗後，阿利夫對他十分動心。阿利夫假借學琴取得安琪的連絡方式，再把正哲變裝的照片發給她以挑撥兩人的關係，兩人因而分居，但之後重修舊好；Sherry多年來暗戀水電工老吳（吳朋奉飾），但老吳只是把他當作好兄弟，直到Sherry因胰臟癌末期而昏倒，兩人的關係才有所進展。在Sherry逝世後，老吳繼承了變裝酒吧，阿利夫在李佩貞建議下決心變性。數年後，阿莉芙以女性的身份繼承部落頭目，並與李佩貞育有一名男孩。

## 製作

### 主題
《阿莉芙》是獻給花花世界中為「性別」和「愛情」所苦的芸芸眾生，其故事原型是電視劇本《王子下山》，而該劇本是基於真實故事寫成。《王子下山》敘述原住民頭目之子對於變性夢想的矛盾與掙扎，在王育麟讀過電視劇本後，認為這個議題值得進一步發揮，便加入了其它跨性別角色，試圖透過這些性向與傳統概念不同的聲音反映社會的某些角落。在王育麟做過研究後發現排灣族的階級分明，且男女皆可繼承排灣族頭目。「Alifu」是排灣族的一個王族名字，中文可以寫成較男性的「阿利夫」或偏女性的「阿莉芙」，而故事中的主角不做阿利夫，想成為阿莉芙，因此片名便定為「阿莉芙」。故事除了以輕鬆幽默的敘事方式描述跨性別議題，還描述了臺灣原住民在漢人統治下逐漸式微的處境。為了編寫《阿莉芙》的劇本，王育麟研究了變性醫學及心理知識，並請教專門研究變性的精神諮商師。

### 選角
主角阿莉芙由排灣族青年舞炯恩·加以法利得飾演，他是排灣族頭目的兒子，在變性與繼承頭目間掙扎。王育麟在經過原住民朋友介紹後認識舞炯恩後，便被他嫵媚的眼神吸引住，且認為他異裝的姿態十分美麗。舞炯恩為了演出《阿莉芙》減重17公斤，在此之前，他沒有演出電影的經驗，他一開始採用的是舞台劇和瓊瑤式連續劇表演方式，在王育麟提點他後，舞炯恩改以較自然的方式演出，才被王育麟認可。
趙逸嵐飾演的李佩貞是一位T，她是阿利夫的室友，在與女友分手後發現自己似乎愛上阿利夫。兩人在劇中有一場床戲，為該部電影的殺青戲。
變裝酒吧老闆Sherry由陳竹昇飾演，他過去演出的角色──例如在《大佛普拉斯》的角色「肚財」──大多都帶著鬍鬚，但王育麟認為他的女裝造型肯定讓人驚艷，便選定他演出此片。陳竹昇原本認為自己沒有能力反串，但在林懷民鼓勵下決定放膽嘗試，意外發現自己具有扮女裝的能力，還自認十分漂亮，她在劇中一句以甜甜圈和銅鑼燒做為性暗示的台詞引起迴響。
鄭人碩飾演正哲白天是在區公所辦事的木訥公務員，晚上則是艷麗的變裝皇后。他為了演出剃去眉毛、化上濃妝、穿上高跟鞋，還塞入義乳和假臀。

### 發行
《阿莉芙》排定於2017年10月27日在全臺上映，而在正式上映前，《阿莉芙》已於2017年5月在坎城市場展宣傳，將全球版權代理簽給法國影片銷售商「Reel Suspects」，計畫在日本、韓國、和歐美等地上映。此外還在臺灣各地舉辦了多次特映會。

## 迴響

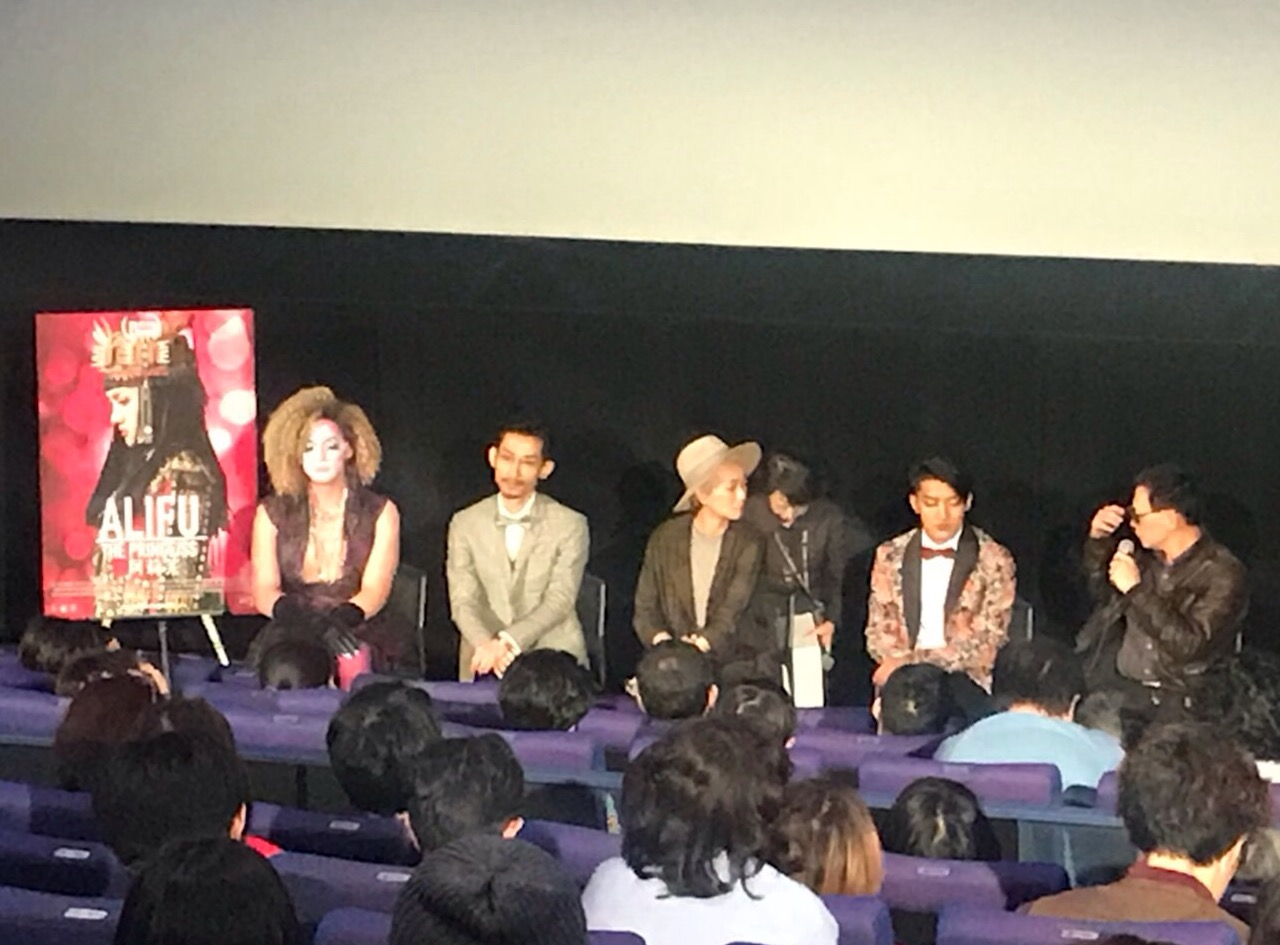
《阿莉芙》劇組出席第30屆東京國際影展。

在預告片公開後，有原住民觀眾哭著向劇組人員表示自己周遭就有和劇中情節相似的故事，並感謝劇組拍出原住民的性別認同。
《阿莉芙》獲得第54屆金馬獎最佳男配角（陳竹昇）和原著劇本雙料提名，其中陳竹昇獲得了第54屆金馬獎最佳男配角獎，此外，電影還入選第30屆東京國際影展「亞洲未來」新導演競賽，是該項目中唯一一部臺灣電影。雖然這部作品是男主角舞炯恩的首部電影作品，但他並沒有入圍金馬獎最佳男主角或最佳新人。

### 性侵情節爭議
劇中有一段李佩貞性侵犯阿莉芙的情節引起了負面評價。跨性別平權、女權既反性暴力運動者吳馨恩，投書想想論壇一篇「Rape Jokes Aren't Funny！忽視受暴者的《阿莉芙》」，表示這部片中的強暴片段處理不當。劇中以幽默的方式描述強暴，讓她與其他性侵倖存者朋友在觀看後引起噁心、恐懼等症狀，認為這部片性別意識尚且不足，忽視跨性別者的高受暴率，並延續傳統父權社會的強暴文化。
對此，導演王育麟透過《阿莉芙》官方臉書粉絲專頁回應，此片段無意要說強暴，提及強暴的台詞不屬於強暴恐嚇，而只是好友之間的試探，調情，打鬧。即使阿莉芙沒有明說「我同意發生性行為」，但從阿莉芙原先掙扎反抗後，轉為嘆氣與閉眼的反應，態度上是同意的。王育麟導演並親自表示：「對不起，這場戲勾起部分觀眾痛苦回憶，我真的非常抱歉。」
吳馨恩為此再度投書《自由時報》，表示完全無法同意這樣的說法，女人的意願不該由男人來詮釋。並指出「身體語言」或「情境」容易由主動方誤判，實務上許多性侵都是意願判斷錯誤引起的，縱使王育麟導演並無意探討強暴，呈現手法依舊會深化「沒有得到同意也未必是強暴」的觀念，出現在主打性別議題的電影中，實屬不妥。

## 外部連結
- 阿莉芙ALIFU, THE PRINCE/SS的Facebook專頁
- 互联网电影数据库（IMDb）上《阿莉芙》的资料（英文）
- 台灣電影網上《阿莉芙》的資料（繁體中文）
- 華文影史庫 阿莉芙 簡介 （页面存档备份，存于）